# Parafia Dobrego Pasterza w Aktobe
Rzymskokatolicka parafia Dobrego Pasterza w Aktobe – katolicka parafia w Aktobe (obwód aktiubiński) w zachodnim Kazachstanie, należąca do Administratury Apostolskiej Atyrau.

## Początki parafii za czasów ZSRR
Obecność Kościoła katolickiego w Aktobe związana jest z przymusowym wysiedleniem Niemców z Ukrainy w okresie II wojny światowej. Niemieccy katolicy zbierali się w niedziele i święta na zmianę w kilku domach, zazwyczaj nocą, by uniknąć prześladowań. Po wydaniu przez władze zakazu zbierania się na modlitwę w domach, ludzie zaczęli modlić się na cmentarzu, jednak i tego w 1975 zabroniono.
Otrzymawszy w 1978 od władz centralnych w Moskwie pozwolenie na spotkania modlitewne w jednym miejscu, za pieniądze wiernych zakupiono dom mieszkalny, który przystosowano pod kaplicę. Pierwszym proboszczem parafii był ks. Karl Thomas Gumpenberg OFM Cap, który przyjechał w grudniu 1979 z Łotwy. Od tego czasu liczba parafian zaczęła się zwiększać i wierni powoli przestawali mieścić się w domu modlitwy. W maju 1981 rozpoczęła się budowa świątyni finansowana ze składek parafian. Organy jak i całe wyposażenie kościoła przywieziono z Rygi. Świątynię poświęcił 9 października 1983 biskup Valerijans Zondaks, biskup pomocniczy diecezji ryskiej, której podlegała parafia w Aktobe.

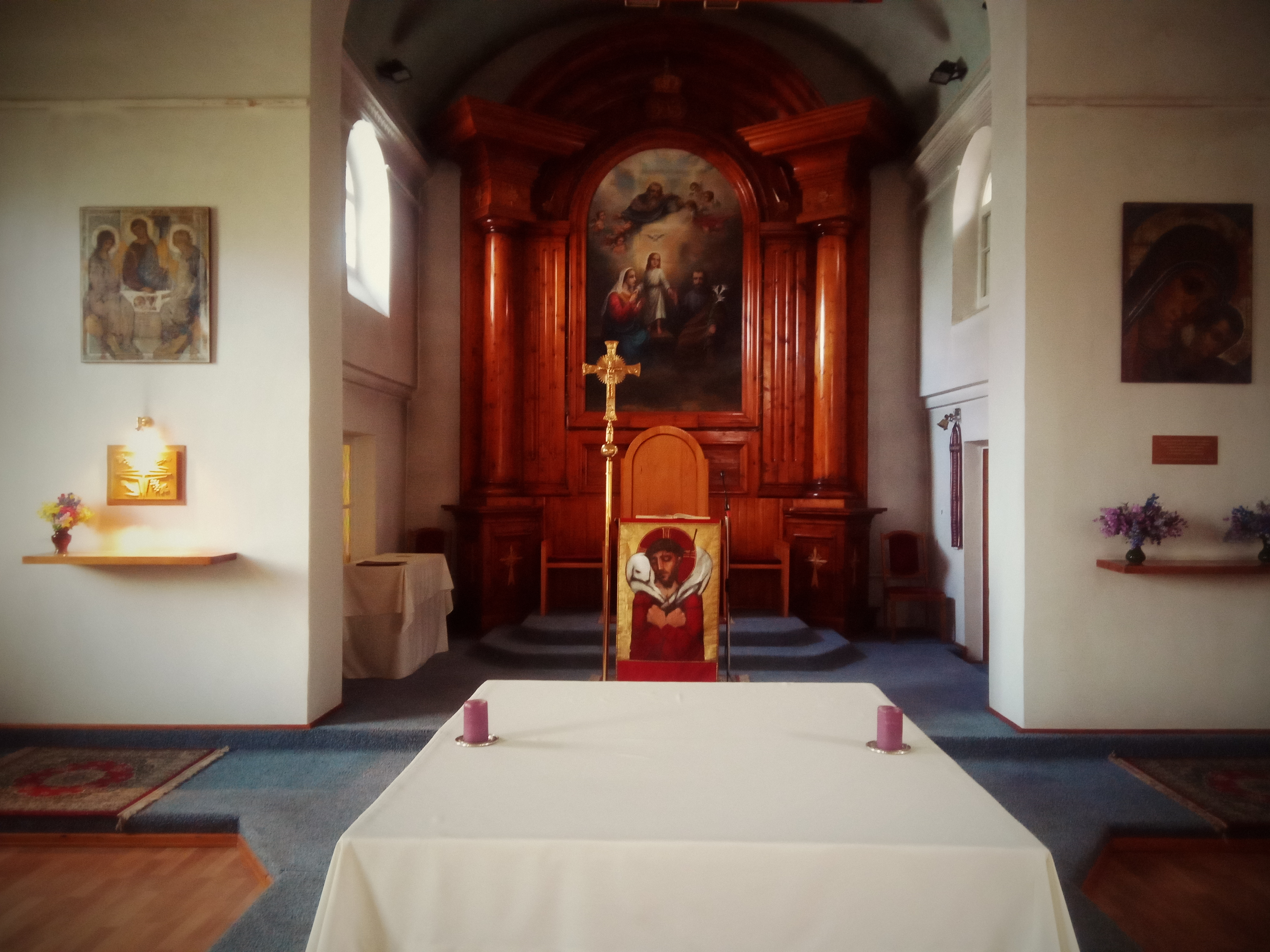
Kościół Dobrego Pasterza (widok prezbiterium)

Po śmierci proboszcza parafii, ks. Gumpenberga, do Aktobe przyjeżdżali czasowo kapłani: o. Jan Pawłowski OFMCap (1984) i ks. Odoryk Aleksander Bień OFM Conv. (1985). Od lipca 1985 do listopada 1988 nowym duszpasterzem mianowano ks. Josefa Wertha SJ, obecnego biskupa katolickiej diecezji w Nowosybirsku. Od grudnia 1989 do listopada 1992 duszpasterzem w parafii był pochodzący z Litwy ks. Jonas Zubrus SJ, który w obliczu masowego wyjazdu wiernych do Niemiec powrócił na Litwę. W tym czasie zmalała liczba wiernych. Następnie od 1991 do utworzenia się granic, oraz wprowadzenia kontroli (styczeń 1993), między Kazachstanem a Rosją przyjeżdżał do Aktobe z posługą, obecny biskup Saratowa, ks. Clemens Pickel SJ. 

## W niepodległym Kazachstanie
Dekretem Apostolskiego Administratora Kazachstanu Jana Pawła Lengi z 21 października 1993 proboszczem parafii w Aktobe został ks. Guido Becker SJM, niemiecki kapłan z Moguncji, zaś wikarym ks. Tadeusz Smereczyński, Polak z diecezji lubelskiej. 10 lutego 1994 potwierdzono wezwanie parafii: Rzymskokatolicka Parafia Dobrego Pasterza. Proces państwowej rejestracji parafii zakończył się 30 listopada 1997, kiedy przerejestrowano parafię w wydziale sprawiedliwości rejonu Aktobe.
Msze, do tej pory odprawiane jedynie po niemiecku, zaczęto celebrować również po rosyjsku. Zaczęła zwiększać się liczba parafian. Od 1995 prowadzone jest chrześcijańskie wtajemniczenie dorosłych w formie Drogi Neokatechumenalnej. Na prośbę biskupa Jana Pawła Lengi i proboszcza parafii, dla wsparcia ewangelizacji przyjechały dwie rodziny oraz świeckie siostry z Hiszpanii i Włoch. Na tę misję zostali pobłogosławieni przez Papieża Jana Pawła II (Rodziny w misji).
W maju 1998, po wyjeździe ks. Beckera do Niemiec, biskup Jan Paweł Lenga administratorem parafii mianował ks. Tadeusza Smereczyńskiego, który przybył do Kazachstanu 1 września 1993. Został wikariuszem dnia 21 października 1993. W wyniku nowego podziału administracyjnego Kościoła katolickiego w Kazachstanie, od 7 lipca 1999 aktubińska parafia należy do Administratury Apostolskiej Atyrau. Proboszczem parafii został ks. Smereczyński.
W pierwszej dekadzie XXI w. teren parafii powiększył się dzięki dokupieniu sąsiadujących działek (do 5257 m²). Oprócz małego kościoła, w jego obrębie znajduje się dom ewangelizacyjny, mieszczący też plebanię i pomieszczenia dla przyjeżdżających gości oraz caritas parafialna (od 2003 r.): stołówka, ambulatorium, łaźnia i pralnia dla ubogich. W 2008 oddano do jej użytku nowy dom.
W drugiej dekadzie w parafii posługiwali m.in. ks. Serhiy Riznyk (od 21 lutego 2021 do 29 lipca 2021) oraz ks. Józef Siwiński (od 1 sierpnia 2018 do grudnia 2019), który ukończył Seminarium Redemptoris Mater w Warszawie. Od 11 listopada 2021 do 28 maja 2023 wikariuszem w tytejszej parafii był ks. Krzysztof Broszkowski. od 27 maja 2023 wikariuszem został Polak - ks. Janusz Kapusta który ukończył Seminarium Redemptoris Mater w Warszawie.
Najbliższą rzymsko-katolicką parafią jest oddalona o 90 km Parafia Świętej Rodziny w Chromtau.

## Duchowieństwo
- Ks. Tadeusz Smereczyński[8] – proboszcz od 20 października 1999, wcześniej wikariusz od 21 października 1993
- Ks. Janusz Kapusta – wikariusz od 27 maja 2023